# Canal de Houston
Le canal de Houston (en anglais : Houston Ship Channel) est un canal faisant partie du port de Houston et reliant la ville au golfe du Mexique. C'est l'une des principales zones industrielles du Texas.
Sa construction fut décidée en 1910 ; il fut inauguré le 10 novembre 1914.